# Lethinger
Die Lethinger waren ein langobardisches Adels- bzw. Königsgeschlecht. Diese Familie wird auf den bei Paulus Diaconus erwähnten legendenhaften dritten König der Langobarden, Letho oder Lethuc, zurückgeführt. Durch die Ehebeziehungen der Lethinger zu nicht-langobardischen Königshäusern konnten sie ihre Stellung festigen.
Sicher bezeugt ist Wacho († um 540), der achte König der Langobarden aus dem Geschlecht der Lethinger. Seine Töchter waren Wisigarde († um 537), verheiratet mit dem merowingischen Frankenkönig Theudebert I., und Walderada († nach 570), letztere war hintereinander mit den Frankenkönigen Theudebald und Chlothar I. verheiratet. Nach der Scheidung von Chlothar, einem Großonkel des Theudebald, verehelichte sie sich mit dem agilolfischen Bajuwarenherzog Garibald I. Beide Frauen galten als besondere „Heilsträgerinnen“. Der Sohn Walthari († 546) des Wacho war der letzte Herrscher der Langobarden aus der Lethinger-Dynastie.
Auf ihn folgte als König der Langobarden Audoin aus dem Geschlecht der Gausen.
Von den Enkelkindern Wachos ist Theudelinde († um 627) zu erwähnen, die durch ihre Ehen mit Authari und mit Agilulf eine weitere lethingische Königin der Langobarden wurde. Auch ihre Tochter Gundeperga († um 653) konnte durch ihre Eheschließungen mit Arioald sowie nachfolgend mit Rothari und (umstritten) mit ihrem Stiefsohn Rodoald zur Königin der Langobarden aufsteigen. Durch diese Eheschließungen konnten diese ihre Legitimitätsbasis festigen.